# نهر موروبيدجي

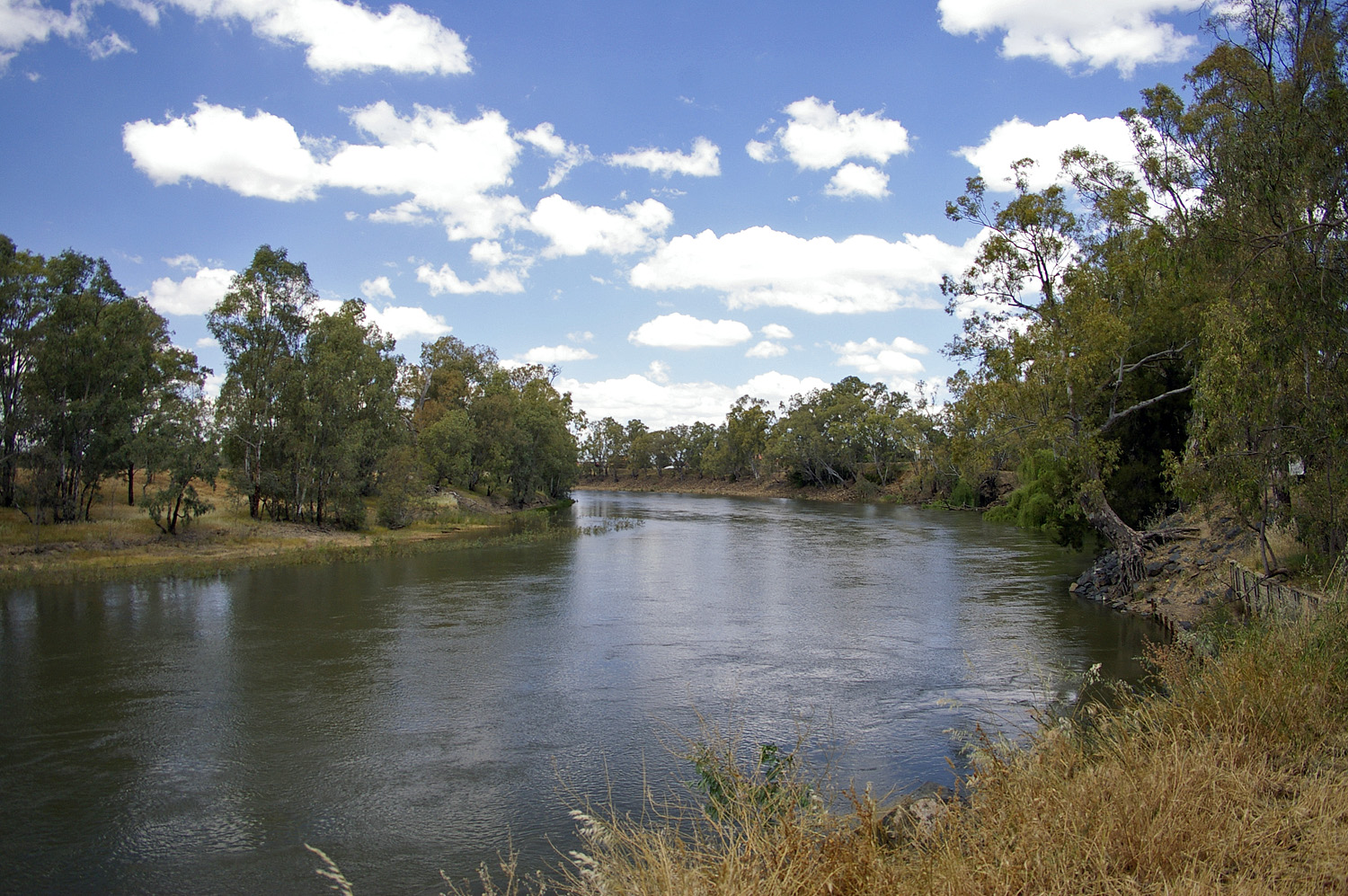

نهر موروبيدجي (بالإنجليزية: Murrumbidgee River)‏ هو رافد رئيسي لنهر موراي داخل حوض موراي دارلينغ، ويعتبر ثاني أطول نهر في قارة أستراليا، ويتضح من خلال الدولة الأسترلية نيو ساوث ويلز وإقليم العاصمة الأسترالية. وينحدر النهر بمقدار 1500 متر (4900 قدم) بطول يزيد عن 900 كيلو متر (559 ميل) في إتجاه الغرب والشمال الغربي من سفوح تلال بيبيركورن ليلتقي بعد ذلك مع نهر موراي قرب حدود بيند.
وتعتبر ضفاف النهر مسكن للكثير من السكان الأستراليين الأصليين، وهي كذلك تعتبر محميات طبيعية تزيد عددها عن ثمان محميات على ضفاف هذا النهر.